# Smälsk
Smälsk is een plaats in de gemeente Hudiksvall in het landschap Hälsingland en de provincie Gävleborgs län in Zweden. De plaats heeft 63 inwoners (2005) en een oppervlakte van 13 hectare.